# Desiderata (poesia)
Desiderata è una poesia in prosa, in lingua inglese, dello scrittore statunitense Max Ehrmann. In essa si esorta il lettore ad "essere in pace con Dio, comunque tu lo concepisca" e ad "essere in pace con la propria anima". "Con tutti i suoi inganni, i lavori ingrati ed i sogni infranti", scrisse Ehrmann, "è ancora un mondo stupendo."
Il testo, quasi sconosciuto durante la vita dell'autore, giunse all'attenzione del pubblico dopo essere stato inserito in una raccolta di inni in uso nelle chiese, e poi per essere stato trovato sul comodino del politico statunitense Adlai Stevenson alla sua morte nel 1965.

## Storia
La poesia venne scritta nel 1927 e pubblicata nello stesso anno, ma in quel periodo non ottenne un particolare successo. Ehrmann morì nel 1945 e nel 1957, il reverendo Frederick Kates, parroco della St. Paul's Protestant Episcopal Church di Baltimora, inserì la Desiderata in una raccolta di preghiere da lui compilata per la sua congregazione. Sulla copertina era scritto: "Old Saint Paul's Church, Baltimore A.D. 1692", l'anno di fondazione della chiesa. Negli anni seguenti, si diffuse erroneamente la convinzione che la poesia fosse stata rinvenuta in tale chiesa, e che fosse stata composta da un autore anonimo nel XVII secolo.
Quando Adlai Stevenson morì nel 1965, sul suo comodino venne trovata una copia della Desiderata e si scoprì che voleva usarla per le cartoline di Natale. La popolarità dell'uomo politico fece da cassa di risonanza, ed in breve sia la poesia che la chiesa di San Paolo di Baltimora divennero famose.
Divenne un culto per il movimento hippy che negli anni sessanta era nato a San Francisco, e fu diffusa come simbolo pacifista. Il testo della Desiderata fu stampato su dei poster che vennero venduti in grandi quantità agli inizi degli anni settanta. Nel 1971, il presentatore radiofonico statunitense Les Crane ne incise su vinile per la Warner Bros. Records una versione parlata, accompagnato da una musica psichedelica tipica delle atmosfere hippy di quel tempo, che nel 1972 entrò nella top ten delle classifiche di vendita sia negli USA che nel Regno Unito.
A seguito del clamoroso successo, fu appurato che l'autore della poesia era Ehrmann, e la sua famiglia fu in grado di incassare le royalty sui proventi delle vendite. Nel 1976, una sentenza di una corte d'appello americana stabilì che la poesia era di pubblico dominio, essendo stata stampata in diverse occasioni, a partire dagli anni quaranta, con il permesso di Ehrmann, che quando lo concesse non si premurò di imporre che nelle copie pubblicate apparisse l'avviso di copyright.
Il 26 agosto 2010, è stata inaugurata a Terre Haute (Indiana, USA), città natale dell'autore, una statua bronzea di Max Ehrmann seduto su una panchina, realizzata dallo scultore Bill Wolfe. Alcuni versi della poesia sono stati incisi lungo un vialetto pedonale sito nelle vicinanze, per dar modo ai passanti di leggerli.

## Il testo
| Go placidly amid the noise and haste, and remember what peace there may be in silence. | | Va' serenamente in mezzo al rumore e alla fretta, e ricorda quale pace ci può essere nel silenzio |
| As far as possible, without surrender, be on good terms with all persons. Speak your truth quietly and clearly; and listen to others, even to the dull and the ignorant, they too have their story. Avoid loud and aggressive persons, they are vexatious to the spirit. | Finché è possibile, senza cedimenti, conserva i buoni rapporti con tutti. Di' la tua verità con calma e chiarezza, e ascolta gli altri, anche il noioso e l'ignorante, anch'essi hanno una loro storia da raccontare. Evita le persone rumorose e aggressive, esse sono un tormento per lo spirito                                                                                 |                                                                                                   |
| If you compare yourself with others, you may become vain or bitter; for always there will be greater and lesser persons than yourself. | Se ti paragoni agli altri, puoi diventare vanitoso o aspro, perché sempre ci saranno persone superiori ed inferiori a te. |                                                                                                   |
| Enjoy your achievements as well as your plans. Keep interested in your own career, however humble, it is a real possession in the changing fortunes of time. Exercise caution in your business affairs; for the world is full of trickery. But let this not blind you to what virtue there is, many persons strive for high ideals, and everywhere life is full of heroism. | Rallegrati dei tuoi successi come dei tuoi progetti. Mantieniti interessato alla tua professione, per quanto umile, è un vero patrimonio nelle fortune mutevoli del tempo. Sii prudente nei tuoi affari, poiché il mondo è pieno di inganno. Ma questo non ti renda cieco su quanto c'è di virtuoso, molte persone lottano per alti ideali, e dovunque la vita è piena di eroismo. |                                                                                                   |
| Be yourself. Especially, do not feign affection. Neither be cynical about love, for in the face of all aridity and disenchantment it is as perennial as the grass. | Sii te stesso. Specialmente non fingere negli affetti. E non essere cinico riguardo all'amore, perché a dispetto di ogni aridità e disillusione esso è perenne come l'erba. |                                                                                                   |
| Take kindly the counsel of the years, gracefully surrendering the things of youth. Nurture strength of spirit to shield you in sudden misfortune. But do not distress yourself with dark imaginings. Many fears are born of fatigue and loneliness. | Accetta serenamente l'insegnamento degli anni, abbandonando con grazia le cose della giovinezza. Coltiva la forza d'animo per difenderti dall'improvvisa sfortuna. Ma non angosciarti con fantasie oscure. Molte paure nascono dalla stanchezza e dalla solitudine. |                                                                                                   |
| Beyond a wholesome discipline, be gentle with yourself. You are a child of the universe, no less than the trees and the stars; you have a right to be here. And whether or not it is clear to you, no doubt the universe is unfolding as it should. | Al di là di una sana disciplina, sii delicato con te stesso. Tu sei un figlio dell'universo, non meno degli alberi e delle stelle; tu hai diritto ad essere qui. E che ti sia chiaro o no, senza dubbio l'universo va schiudendosi come dovrebbe. |                                                                                                   |
| Therefore be at peace with God, whatever you conceive Him to be, and whatever your labors and aspirations, in the noisy confusion of life keep peace with your soul. | Perciò sta' in pace con Dio, comunque tu Lo concepisca, e qualunque siano i tuoi affanni e le tue aspirazioni, nella rumorosa confusione della vita conserva la pace con la tua anima. |                                                                                                   |
| With all its sham, drudgery, and broken dreams, it is still a beautiful world. Be cheerful. Strive to be happy. | Nonostante tutta la sua falsità, il lavoro ingrato ed i sogni infranti, questo è ancora un mondo meraviglioso. Sii allegro. Fa' di tutto per essere felice. |                                                                                                   |